# Jogne

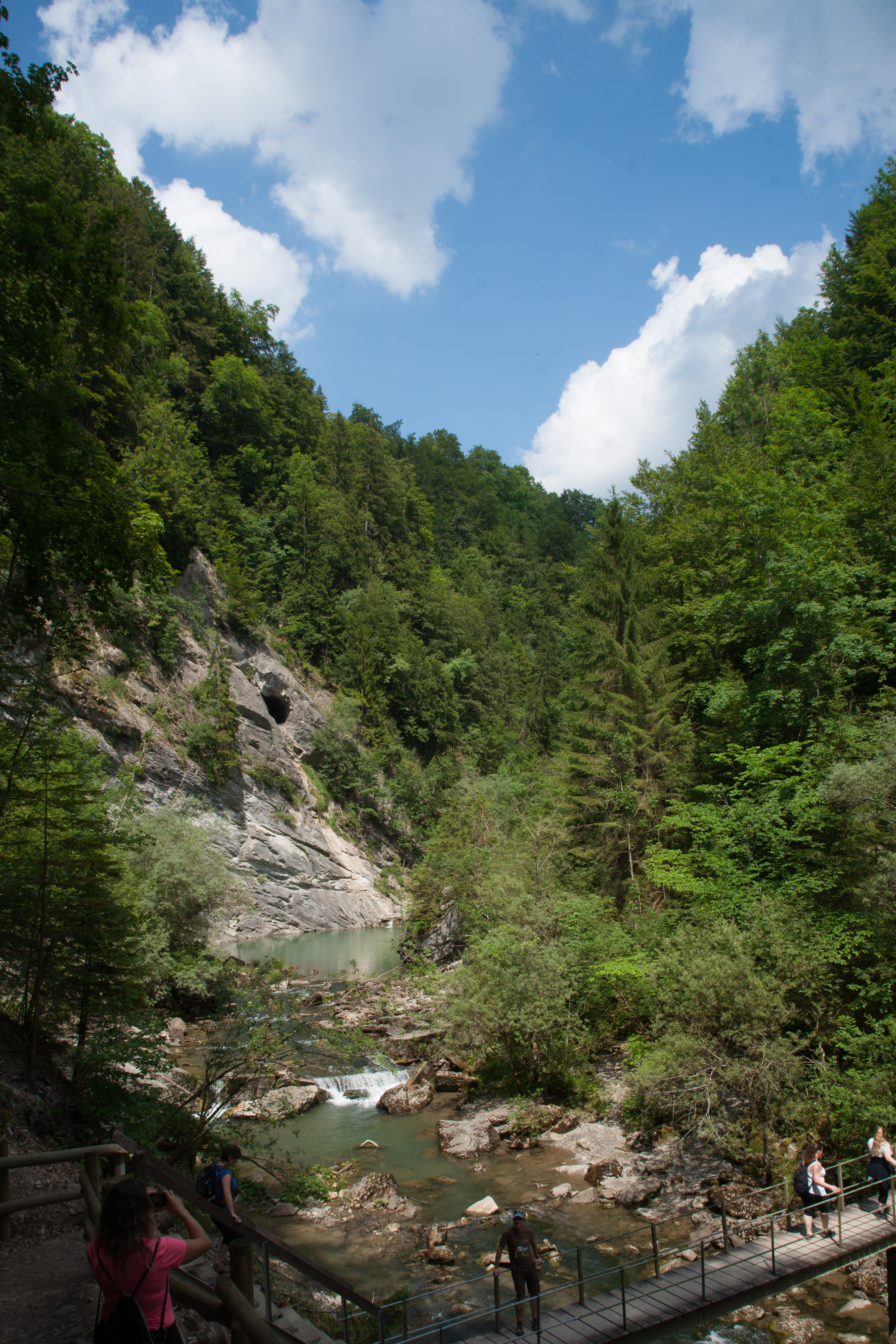
Jogne poniżej jeziora Montsalvens

Jogne (fr. La Jogne, niem. Jaunbach) – rzeka w Szwajcarii, w Alpach Fryburskich. Długość 28,5 km.
Źródła dwóch głównych potoków źródłowych po wschodniej stronie grzbietu Dent de Ruth (2236 m n.p.m.) – Zuckerspitz (2132 m n.p.m.) – Wandfluh (2133 m n.p.m.), w rejonie zwanym Jaungründli w kantonie Berno, na wysokościach odpowiednio 1650 i 1720 m n.p.m. Początkowo, pod niemiecką nazwą Jäunli, spływa w kierunku północno-wschodnim. W miejscu zwanym In Bruch przekracza granicę kantonów Berno i Fryburg. Następnie jej dolina zatacza szeroki łuk w lewo wokół grani Sattelspitzen – Gastlosen i od miejscowości Jaun płynie już generalnie w kierunku zachodnim. Nosi teraz niemiecką nazwę Jaunbach. W rejonie wioski Im Fang (fr. La Villette) przekracza niemiecko-francuską granicę językową i przyjmuje swoją francuską nazwę Jogne.
Pierwotnie rzeka opuszczała płaskowyż Charmey, pokonując na odcinku niespełna 2 km różnicę poziomów ok. 100 m, głęboko wciętym w skały wąwozem (fr. Gorges de la Jogne). Po wybudowaniu w 1920 r. zapory Montsalvens rzeka Jogne uchodzi w Charmey do jeziora Montsalvens. Jej wody opuszczają jezioro wykutą w skałach sztolnią i napędzają turbiny elektrowni wodnej w Broc, a dawnym korytem w wąwozie spływają jedynie zrzuty nadmiaru wód ze zbiornika.
Jogne uchodziła poniżej Broc jako prawobrzeżny dopływ do rzeki Sarine. Obecnie po opuszczeniu elektrowni uchodzi, tuż poniżej fabryki wyrobów czekoladowych Nestlé w Broc, wprost do jeziora Gruyère, na wysokości 677 m n.p.m.

## Dopływy
- Rio du Petit Mont
- Rio du Gros Mont
- Le Motélon
- Les Auges
- Le Javrot
- Eggbach
- Bühlbach
- Oberbach
- Dorfbach